# Xumikha (Kurgan)
|  | Per a altres significats, vegeu «Xumikha». |

Xumikha (rus: Шумиха) és una ciutat de l'óblast de Kurgan, a Rússia. Es troba al vessant est dels Urals, a 133 km a l'oest de Kurgan, la capital de la província.